# Sandro Rosell
Pour les articles homonymes, voir Rosell.
Alexandre Rosell i Feliu, appelé couramment Sandro Rosell, né le 6 mars 1964 à Barcelone (Catalogne, Espagne), diplômé de l'ESADE, est un dirigeant d'entreprise espagnol élu à la présidence du FC Barcelone le 13 juin 2010. Il était auparavant connu pour avoir épaulé Joan Laporta lors de l'accession de ce dernier à la présidence du FC Barcelone en juin 2003. Sandro Rosell fit partie du Comité organisateur des Jeux olympiques de Barcelone en 1992 dans le département du marketing. Sandro Rosell a par ailleurs été durant plusieurs années un des cadres dirigeants de l'équipementier américain Nike.
Sandro Rosell démissionne de la présidence du FC Barcelone le 23 janvier 2014 à la suite de l'ouverture d'une enquête judiciaire sur le transfert de Neymar.

## Biographie

### Études et carrière professionnelle
Jaume Rosell (ca), le père de Sandro Rosell, fonde la société d'ingénierie Emte en 1960. Jaume Rosell fait également partie en 1974 des fondateurs du parti politique de centre droit catalaniste Convergence démocratique de Catalogne et il est secrétaire du FC Barcelone de 1975 à 1978 sous la présidence d'Agustí Montal. Plus tard, ni Sandro Rosell, ni aucun de ses frères ne voulurent prendre la tête de l'entreprise familiale, c'est pourquoi Emte fut vendu au groupe Agbar puis à la famille Sumarroca. « Chez Emte, ce n'était que watts et volts, ça ne m'intéressait pas du tout » explique Sandro Rosell.
Sandro Rosell, après des études en gestion d'entreprises et marketing à l'ESADE, commence sa carrière professionnelle à l'âge de 23 ans dans la firme de parfums Myrurgia (es) ce qui lui permet de connaître les pays du Moyen-Orient. Lorsque le Comité organisateur des Jeux olympiques de 1992 se met à chercher des jeunes talents, le directeur de Myrurgia Albert Agustí qui fait partie de ce comité le recrute. Sandro Rosell raconte que « les contacts que j'ai pu établir à l'occasion des Jeux m'ont beaucoup servi par la suite. Dans toutes les étapes de la vie, tout est basé sur les relations ». Rosell travaille dans le département des relations avec les sponsors internationaux et sa tâche d'alors consiste à faciliter les opérations commerciales de Coca-Cola, NBC ou Sports Illustrated.
Après les Jeux, Sandro Rosell devient gérant de la firme ISL fondée par la famille Dassler (Adidas) ce qui va lui ouvrir les portes de Nike en 1996. L'équipementier américain nomme Rosell responsable du marketing sportif pour l'Espagne et le Portugal et lui confie une tâche très concrète : décrocher un contrat avec le FC Barcelone ou le Real Madrid. Après de dures négociations avec le président du Barça, Josep Lluís Núñez, Nike devient l'équipementier du FC Barcelone à partir de l'été 1998. Peu après, en 1999, Nike nomme Sandro Rosell Sports Marketing Manager pour toute l'Amérique latine. Rosell s'établit au Brésil avec pour mission que le Brésil gagne un Mondial avec un maillot siglé Nike. C'est chose faite en 2002 lors de la Coupe du monde en Corée et au Japon. Rosell passera quatre ans au Brésil, pays pour lequel il garde une grande affection : « Les Jeux olympiques de 1992 m'ont beaucoup marqué mais j'ai une estime spéciale pour le Brésil. Lorsqu'on est revenu au Brésil avec la Coupe du monde, ce fut grandiose ».
À la suite de la victoire du Brésil en 2002, Nike propose à Sandro Rosell de s'établir à Portland, siège de l'entreprise, pour devenir le principal responsable des sports de la firme américaine. Rosell rejette l'offre préférant retourner avec son épouse à Barcelone pour y élever ses deux filles. Il fonde alors sa propre société de conseil et de marketing appelée Bonus Sports Marketing (BSM).

### Joueur amateur
Sandro Rosell a pratiqué le football dans plusieurs clubs : il commence à jouer avec les alevins de la Penya Barcelonista Collblanc puis chez les juniors d'Esplugues. Lors de la saison 1985-86, à l'âge de 21 ans, il porte le maillot de l'UE Sants, un des clubs historiques du football catalan. Il joue ensuite avec Sant Andreu (il coïncide avec Joan Laporta), L'Hospitalet, Seu d'Urgell et CE Principat d'Andorre. En 1997, avec le club d'Andorre, il joue face à Dundee United la première éliminatoire en Coupe de l'UEFA de l'histoire du club andorran. En 1998, Sandro Rosell toujours avec Andorre joue une nouvelle fois la Coupe de l'UEFA contre les Hongrois de Ferencváros. Son travail lui prenant de plus en plus de temps, Sandro Rosell cesse alors de jouer en club.

## FC Barcelone

### Élections en 2003
Sandro Rosell s'allie en 2003 à son ami Joan Laporta pour former une candidature à la présidence du FC Barcelone où se trouvent aussi Ferran Soriano et Marc Ingla. Laporta devient président avec une ample majorité de voix et Sandro Rosell est nommé vice-président de l'aire sportive, il est le numéro 2 du club après Laporta. Juste après les élections, les nouveaux dirigeants du Barça ne parviennent pas à recruter l'Anglais David Beckham. Ils reportent alors leurs efforts sur le recrutement de Ronaldinho qui est également convoité par Manchester United. Sandro Rosell qui est un ami du joueur brésilien depuis son passage par la filiale de Nike au Brésil contribue à le convaincre de signer pour le FC Barcelone.

### Démission en 2005
Sandro Rosell démissionne avec fracas de son poste en juin 2005 accusant Joan Laporta de ne pas tenir ses engagements. Rosell, contre l'avis de Laporta, voulait évincer l'entraîneur Frank Rijkaard et était opposé à la venue de l'avant-centre Samuel Eto'o à l'été 2004 par crainte de froisser son ami Florentino Pérez. En effet, Samuel Eto'o bien que jouant à Majorque appartenait en partie au Real Madrid.

### Après la démission
En 2006, Sandro Rosell publie un livre, Benvingut al món real (Bienvenue au monde réel), au moment où le FC Barcelone est sur le point de se qualifier pour la finale de la Ligue des champions que les Catalans finissent par remporter. Le livre est considéré comme une attaque directe envers le président du club, Joan Laporta.
Lorsque des élections sont convoquées cette même année, Rosell renonce à se présenter, mais il laisse la porte ouverte à une candidature lors d'une prochaine échéance.
Durant cette période, Sandro Rosell continue à critiquer la gestion du club par Joan Laporta, stigmatisant l'« anarchie » qui règne selon lui à tous les niveaux du club. Toutefois en 2008 il approuve le recrutement de l'entraîneur Pep Guardiola.

### Élections 2010
Le 27 juin 2008, Sandro Rosell annonce qu'il se présentera aux élections pour la présidence du FC Barcelone en 2010. Dans le même temps, Rosell donne son appui à la motion de censure déposée par Oriol Giralt contre Joan Laporta. Laporta accuse alors Rosell d'être l'instigateur de cette motion de censure et déclare que Rosell ne serait pas un bon président pour le Barça. Lorsqu'on demande à Rosell pourquoi il donne son appui à la motion de censure, il répond que « le club n'est pas géré de façon transparente, indépendante et démocratique ». Finalement, la motion de censure échoue et Joan Laporta peut continuer à présider le club jusqu'à la fin de son second mandat en juin 2010.
Dans son programme, Sandro Rosell renonce au projet de rénovation du Camp Nou (le projet Foster du nom du célèbre architecte) au cas où il serait élu président. Il se contenterait de l'ajout d'un toit afin de mettre à l'abri les places du stade qui ne sont pas encore couvertes. Rosell a l'intention de proposer à l'entraîneur Pep Guardiola un contrat de six ans, ce qui couvrirait la durée de son mandat présidentiel. Selon Agustí Benedito, qui lui aussi brigue la présidence du FC Barcelone, la candidature de Sandro Rosell est liée au parti catalaniste de centre droit Convergence et Union tandis que la candidature de Marc Ingla serait liée au Parti des socialistes de Catalogne.
L'ancien président du FC Barcelone Josep Lluís Núñez a donné son soutien à la candidature de Sandro Rosell.
Le 13 juin 2010, Sandro Rosell remporte les élections avec 61,35 % des voix, loin devant Agustí Benedito, Marc Ingla et Jaume Ferrer. Il devient ainsi le trente-neuvième président de l'histoire du FC Barcelone.

### Président du FC Barcelone
Sandro Rosell accède officiellement à la présidence le 1er juillet 2010 au cours d'une cérémonie dans les jardins de La Masia. Parmi ses premières décisions, il nomme Andoni Zubizarreta au poste de directeur sportif du club en remplacement de Txiki Begiristain dont le contrat arrivait à échéance et charge Guillermo Amor de la direction de la formation des jeunes joueurs et retira le titre de président d'honneur à Johan Cruyff. 
Sa première recrue pour la première équipe de football est le Brésilien Adriano Correia Claro en provenance de Séville FC. Sa deuxième recrue est l'Argentin Javier Mascherano en provenance de Liverpool FC. Quelques mois plus tard, lors du mercato d'hiver, Sandro Rosell fait venir le Néerlandais Ibrahim Afellay.
Le 10 décembre 2010, Sandro Rosell annonce qu'à partir de la saison 2011-2012, c'est Qatar Foundation qui partage avec l'UNICEF, la publicité sur le maillot blaugrana. Un contrat de cinq ans pour une rente annuelle de 33 millions€ est signé par le club avec cette ONG à but non lucratif qui promeut l'éducation, la recherche et le développement au Qatar, pays organisateur de la Coupe du monde 2022. Pour la première fois de son histoire le Barça signe donc un accord de publicité portant sur son maillot. Le maillot du Barça devient du même coup le plus cotisé au monde devant ceux de Manchester United et du Real Madrid qui perçoivent 23 millions d'euros par an pour la publicité sur leur maillot.
Pendant sa première année à la présidence du FC Barcelone, le club remporte de nombreux titres avec toutes les sections professionnelles notamment la Ligue des champions en football et en handball ainsi que le championnat d'Espagne en football, handball et basket-ball.
En juillet 2011, Sandro Rosell recrute l'attaquant chilien Alexis Sánchez en provenance de l'Udinese. En août, après de longues négociations, Cesc Fàbregas rejoint le FC Barcelone.
Au cours de la saison 2011-2012, le club parvient à remporter 17 trophées avec ses cinq sections professionnelles, ce qui constitue un record.
À la suite du départ de Pep Guardiola en juin 2012, Sandro Rosell désigne Tito Vilanova comme nouvel entraîneur pour la saison 2012-2013. Le premier renfort de cette nouvelle ère est l'international espagnol Jordi Alba. En août, c'est l'international camerounais Alexandre Song en provenance d'Arsenal qui est recruté.
En septembre 2012, Sandro Rosell ouvre le débat avec les supporters du club sur la question du stade du FC Barcelone : faut-il réformer le Camp Nou ou construire un nouveau stade à la pointe de la modernité ? Ce sera aux socios de trancher en 2014 à travers un référendum.
Le 14 janvier 2013, Sandro Rosell accuse Ferran Soriano et Txiki Begiristain, tous deux désormais dans le staff de Manchester City, de vouloir recruter de façon déloyale des joueurs et des employés du FC Barcelone, et de mettre à leur profit des informations confidentielles sur le club catalan.
Sandro Rosell parvient à recruter en mai 2013 l'attaquant brésilien Neymar qui était également courtisé par le Real Madrid.
À la suite du départ pour raisons de santé de Tito Vilanova en juillet 2013, Sandro Rosell désigne Gerardo Martino comme nouvel entraîneur pour la saison 2013-2014.
Le 21 janvier 2014, Sandro Rosell présente lors d'une conférence de presse le projet de rénovation complète du Camp Nou dont toutes les places seraient couvertes et atteindrait une capacité pour 105 000 spectateurs. Selon Sandro Rosell, il s'agit en fait d'un nouveau stade qui serait construit à la même place que le Camp Nou actuel, en vidant progressivement les éléments actuels et n'en conservant que la structure. Ce projet dont le coût s'élève à 600 M€ est soumis aux socios au moyen d'un référendum qui a lieu au mois d'avril 2014. Les travaux s'étaleraient entre 2017 et 2021.
En janvier 2014, le juge de l'Audiencia Nacional d'Espagne Pablo Ruz ouvre une investigation sur de possibles irrégularités concernant le transfert de Neymar à la suite d'une plainte d'un socio du FC Barcelone. Cette enquête judiciaire entraîne la démission de Sandro Rosell le 23 janvier 2014. Il est remplacé par le vice-président Josep Maria Bartomeu.
Le 3 juin 2014, Rosell est inculpé pour un délit fiscal de 9 M€ dans le transfert de Neymar.
En 2018, il est jugé pour une affaire de blanchiment d'argent et accusé de fraude fiscale présumée, en raison de son omission de déclarer 229 569 euros au fisc espagnol.

### Palmarès sous la présidence Rosell
Le club a remporté 47 trophées sous la présidence de Sandro Rosell (juin 2010-janvier 2014) :
Football :
- 1 Ligue des Champions : 2011
- 2 Championnats d'Espagne : 2011 et 2013
- 1 Coupe du monde des clubs : 2011
- 1 Coupe du Roi : 2012
- 1 Supercoupe de l'UEFA : 2011
- 3 Supercoupes d'Espagne : 2010, 2011 et 2013

Football féminin :
- 2 Championnat d'Espagne : 2012 et 2013
- 2 Coupes d'Espagne : 2011 et 2013

 Basket-ball :
- 2 Championnats d'Espagne : 2011 et 2012
- 2 Coupes du Roi : 2011 et 2013
- 2 Supercoupes d'Espagne : 2010 et 2011

 Handball :
- 1 Ligue des Champions : 2011
- 3 Championnats d'Espagne : 2011, 2012 et 2013
- 3 Coupes ASOBAL : 2011, 2012 et 2013
- 2 Supercoupes d'Espagne : 2012 et 2013
- 1 Coupe du monde des clubs : 2013

Rink hockey :
- 1 Coupe Continentale : 2011
- 1 Championnat d'Espagne : 2012
- 2 Coupes du Roi : 2011 et 2012
- 3 Supercoupes d'Espagne : 2011, 2012 et 2013

Futsal :
- 1 Coupe d'Europe : 2012
- 3 Championnats d'Espagne : 2011, 2012 et 2013
- 3 Coupes du Roi : 2011[20], 2012 et 2013
- 3 Coupes d'Espagne : 2011, 2012 et 2013
- 1 Supercoupe d'Espagne : 2013

## Entreprises
Le père de Sandro Rosell, Jaume Rosell, a fondé le groupe industriel Emte en 1960. Actuellement, les affaires de la famille sont réparties entre deux sociétés : Prolecsa (présidée par Sandro Rosell) et Grupo Far (présidée par sa sœur cadette). La première gère des immeubles industriels et des bureaux qui furent acquis lors de la vente d'Emte. La deuxième gère des immeubles, des parkings, des stations d'essence et les bureaux de la Clinique Teknon à Barcelone. Sandro Rosell est également propriétaire de deux campings en Catalogne dont un à Àger (province de Lérida), le village où est né son père. Il établit ce camping afin d'éviter que le village ne perde ses habitants.
Sandro Rosell dirige actuellement[Quand ?] sa propre entreprise de marketing et de conseil appelée Bonus Sports Marketing (BSM) qu'il a l'intention de vendre pour environ 7 millions d'euros au cas où il venait à remporter les élections présidentielles du Barça. Le principal client de BSM est le gouvernement du Qatar pour qui la firme de Rosell a développé le programme "Football Dreams" afin de lutter contre l'obésité des jeunes qataris en les incitant à faire du sport. BSM compte également de nombreuses multinationales parmi ses clients dont Damm, Audi, McDonald's, Electrolux et San Miguel.
Le patrimoine de la famille Rosell est estimé à 250 millions d'euros.[réf. nécessaire]